# لیدانسرین
لیدانسرین (به انگلیسی: Lidanserin) (INN; ZK-33,839) دارویی است که به عنوان یک آنتاگونیست ترکیبی گیرنده 5-HT2A و α1-آدرنرژیک عمل می‌کند. این دارو به عنوان یک عامل ضد فشار خون ساخته شد اما هرگز به بازار عرضه نشد.

## همچنین ببینید
- کتانسرین